# Трамваи в Африке
В Африке трамвай получил наименьшее распространение по сравнению с другими частями света. Здесь существовало всего девятнадцать сетей электрического трамвая (из примерно трёх тысяч, когда-либо существовавших в мире). По состоянию на 2022 год трамвай действует в пяти африканских странах — Эфиопии, Алжире, Марокко, Тунисе и Египте.

## Южно-Африканская республика
Из всех африканских стран наибольшее распространение трамвай в прошлом имел в Южной Африке. В этой стране электрические трамваи имелись в девяти городах: Кампс-Бей (1901—1930), Кейптаун (1896—1939), Дурбан (1902—1949), Ист-Лондон (1900—1935), Йоханнесбург (1906—1961), Кимберли (1906—1964), Питермарицбург (1904—1936), Порт-Элизабет (1897—1948) и Претория (1910—1939). Трамвайные сети Южной Африки были построены когда эта страна была британской колонией, и поэтому они во многом имели британский характер. Например в Южной Африке были распространены двухэтажные трамваи. Интересная особенность южноафриканских трамваев заключалась в том, что почти все они имели европейскую ширину колеи (1435 мм), в то время как на железных дорогах Южной Африки использовалась ширина колеи 1067 мм. Только трамвай в Кимберли имел такую ширину колеи.
Самая обширная трамвайная сеть имелась в Йоханнесбурге. Кроме городов, электрические трамвайные линии действовали на территориях алмазных шахт. Последняя из таких линий закрылась в 1964 году.
С 1985 года между Кимберли и бывшим алмазным карьером «Большая дыра» ходит исторический трамвай. На этой музейной линии используется один открытый двухосный моторный вагон.

## Эфиопия
В 2015 году в Эфиопия была запущена первая система легкорельсового транспорта (ЛРТ) в городе Аддис-Абеба.

## Тунис
В Тунисе электрический трамвай существовал только в одном городе страны — столице. Конка в Тунисе была пущена в 1895 году, с 1900 года проводилась электрификация. В 1945 году началась постепенная ликвидация трамвая, которая завершилась к 1960 году.
В 1985 году в Тунисе открылась новая линия современного скоростного трамвая. С тех пор система неоднократно расширялась.

## Алжир
На феврале 2023 года в государстве Алжир действуют трамвайные системы в семи городах и используют стандартную колею. Первая современная система городского трамвая была запущена в городе Алжир 8 мая 2011 года. Позже в 2013 году в городах Константин и Оран, далее в 2017 году в Сиди-Бель-Аббес, и в 2018 году в городах Уаргла и Сетиф были также запущены трамвайные системы. В феврале 2023 года трамвай был запущен в городе Мостаганем. 
Ранее в Оране (1896—1959 годы) и Алжире (1898—1955 годы) действовали трамвайные системы с шириной колеи 1055 мм.

## Марокко
В столице страны Рабате в прошлом действовал трамвай на паровой и бензомоторной тяге. Современный трамвай, проходящий также через территорию города Сале, запущен 23 мая 2011 года. 12 декабря 2012 года Alstom запустил трамвайную линию длиной 31 км в Касабланке.

## Египет

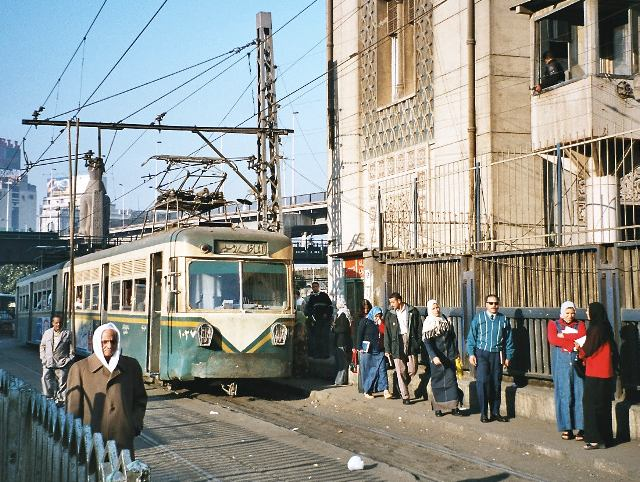
Трамвай линии Каир-Гелиополис

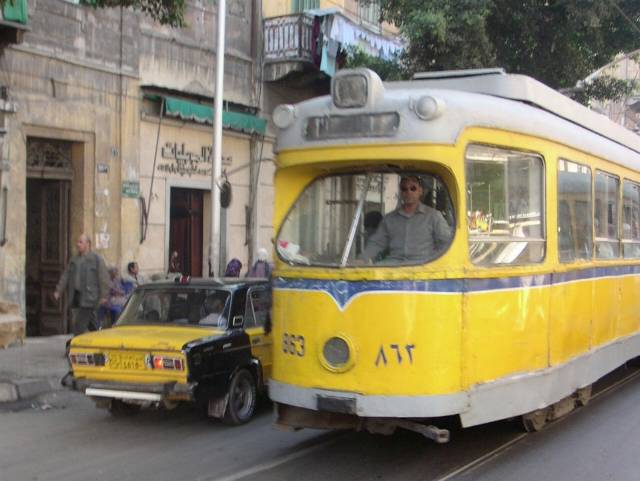
Жёлтый (городской) трамвай в Александрии. Этот вагон первоначально использовался в Копенгагене

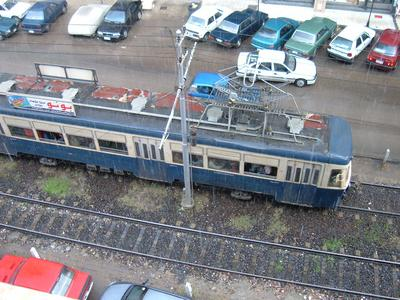
Синий (пригородный) трамвай в Александрии.

В Египте старые трамвайные системы сохранились в Каире (Гелиополисе) и Александрии. Более новая система есть в Хелуане.
В Каире некогда существовала обширная сеть городского трамвая (первый электрический трамвай появился в Каире в 1896 году), но сейчас городская трамвайная сеть в Каире отсутствует. В прошлом одна из трамвайных линий подходила к пирамидам.
Продолжает действовать только линия, соединяющая Каир с Гелиополисом. Эта линия была построена в 1908—1910 годах. Как и на городской трамвайной сети Каира, ширина колеи составляла 1000 мм.
Александрийская трамвайная система является одной из самых старых в мире. Конка появилась здесь ещё в 1860 году, в 1902 года она была электрифицирована. В Александрии используются двухэтажные трамваи, хотя большая часть подвижного состава — одноэтажные трамваи. Ширина колеи — 1435 мм.
Самая новая трамвайная система Египта находится в Хелуане. Она была открыта 19 февраля 1981 года. Ширина колеи этой системы — 1000 мм.

## Другие страны
В Судане линия электрического трамвая соединяла города-близнецы Хартум и Омдурман. Эта линия действовала с 1928 по 1962 год. Ширина колеи составляла 1067 мм.
В 1904 году электрический трамвай был пущен в мозамбикском городе Лоренсу-Маркиш (нынешний Мапуту, столица Мозамбика). В 1936 году трамвай был закрыт из-за нерентабельности. Ширина колеи составляла 1000 мм.